# Furman (osada)
Furman – osada w Polsce położona w województwie wielkopolskim, w powiecie pilskim, w gminie Szydłowo. Miejscowość wchodzi w skład sołectwa Jaraczewo.
W latach 1975–1998 miejscowość należała administracyjnie do województwa pilskiego.